# Franciszek Jerzy Stefaniuk
Franciszek Jerzy Stefaniuk (Drelów; 4 de Junho de 1944 —) é um político da Polónia. Ele foi eleito para a Sejm em 25 de Setembro de 2005 com 8336 votos em 7 no distrito de Chełm, candidato pelas listas do partido Polskie Stronnictwo Ludowe.
Ele também foi membro da PRL Sejm 1989-1991, Sejm 1991-1993, Sejm 1993-1997, Sejm 1997-2001 e Sejm 2001-2005.